# 1240年代
| 千纪： | 2千纪                                                                                            |
| 世纪： | 12世纪 \| 13世纪 \| 14世纪                                                                       |
| 年代： | 1210年代 \| 1220年代 \| 1230年代 \| 1240年代 \| 1250年代 \| 1260年代 \| 1270年代                 |
| 年份： | 1240年 \| 1241年 \| 1242年 \| 1243年 \| 1244年 \| 1245年 \| 1246年 \| 1247年 \| 1248年 \| 1249年 |

## 大事记
- 1242年，拔都建立钦察汗国。
- 1247年，阔端主持凉州会盟，吐蕃地区纳入大蒙古国（蒙古帝国）治下。

## 逝世
- 窝阔台（1241年）
- 脱列哥那（1246年）
- 贵由（1248年）